# Jisaburō Ozawa
Jisaburō Ozawa (jap. 小沢 治三郎 Ozawa Jisaburō; ur. 2 października 1886 w prefekturze Miyazaki, zm. 9 listopada 1966) – wiceadmirał Japońskiej Cesarskiej Marynarki Wojennej.

## Życiorys
Ukończył Akademię Cesarskiej Marynarki Wojennej w 1909, na której ćwierć wieku później sam wykładał. Dowodził wieloma okrętami, m.in. pancernikami i krążownikami.
18 lutego 1937 został szefem sztabu Połączonej Floty i równocześnie 1. Floty. 15 listopada 1940 awansował do rangi wiceadmirała. Od grudnia 1941 do wiosny 1942 dowodził siłami nawodnymi, wspierającymi inwazję na Malaje i Holenderskie Indie Wschodnie. W listopadzie 1942 objął dowództwo 3. Floty po admirale Chūichim Nagumo w niekorzystnej już dla Japończyków sytuacji po klęsce pod Midway.
Na początku 1943 dowodził nieudaną próbą zniszczenia amerykańskiego lotnictwa w rejonie Nowej Gwinei i Wysp Salomona.
W czerwcu 1944 dowodził flotą japońską w bitwie na Morzu Filipińskim. Poniósł klęskę, lecz według oceny amerykańskiej zrobił wszystko, co mógł. Po tej porażce podał się do dymisji, której nie przyjęto i powierzono mu dowództwo eskadry czterech lotniskowców i dwóch pancerników podczas II bitwy na Morzu Filipińskim w październiku 1944.
29 maja 1945 zastąpił admirała Soemu Toyodę na stanowisku naczelnego dowódcy floty japońskiej. Funkcję tę pełnił do końca wojny.